# 12257 Lassine
12257 Lassine (1989 GL4) là một tiểu hành tinh vành đai chính được phát hiện ngày 3 tháng 4 năm 1989 bởi E. W. Elst ở Đài thiên văn Nam Âu.